# Одиссей (кратер)
Одиссей (лат. Odysseus) — крупнейший кратер на спутнике Сатурна Тефии. Имеет диаметр 445 км, что составляет более 2/5 диаметра спутника. Находится в западной части ведущего полушария Тефии; координаты центра — 32°48′ с. ш. 128°54′ з. д. / 32,8° с. ш. 128,9° з. д. Был открыт космическим аппаратом «Вояджер-2» 26 августа 1981 года во время его пролёта около Сатурна. Назван в честь Одиссея — главного героя поэмы Гомера «Одиссея».
Пользователи соцсетей приметили, что Тефия с Одиссем похожа на Звезду смерти из «Звёздных войн».

## Геология
Кратер Одиссей довольно плоский для своего размера, который составляет 445 км. Скорее всего, это следствие вязкой релаксации (распрямления) ледяной коры Тефии с течением геологического времени. Дно кратера расположено примерно на 3 км ниже среднего радиуса Тефии, а кольцевой вал — на 5 км выше. Таким образом, перепад высот составляет 6–9 км, что довольно мало для такого большого кратера. Внутри кратера обод состоит из дугообразных уступов; его высота спадает с уклоном 5° на протяжении примерно 100 км.
В центре кратера находятся горы Scheria Montes, названные именем посещённого Одиссеем острова Схерия (Керкира). Они возвышаются на 2–3 км относительно дна (которое лежит на 3 км ниже среднего уровня поверхности). Среди них есть углубление на 2–4 км. С северо-востока от Одиссея отходит 120-километровый каньон Огигия, названный именем другого посещённого Одиссеем острова.

## Связь с каньоном Итака
Есть предположение, что с кратером Одиссей связан происхождением огромный каньон Итака (лат. Ithaca Chasma), который его «окружает» (по всей длине каньона расстояние до кратера примерно постоянно, что и указывает на их возможную связь). Однако благодаря фотографиям высокого разрешения, сделанным аппаратом «Кассини-Гюйгенс», учёные поставили этот вывод под сомнение: по-видимому, концентрация кратеров внутри кратера Одиссей меньше, чем в каньоне Итака, и это значит, что он моложе.

## Ссылка
- Astronomy Picture of the Day. 9th September 2007 Архивная копия от 11 сентября 2007 на Wayback Machine